# Scarab F1
Scarab F1 är en formel 1-bil, tillverkad av den amerikanska biltillverkaren Reventlow Automobiles 1960.

## Bakgrund
Scarab startades av Lance Reventlow, son till Woolworth's-arvingen Barbara Hutton. Reventlows stora passion var bilsport och Scarab skulle bygga tävlingsbilar som kunde konkurrera med de bästa europeiska tillverkarna. Efter en första sportvagn med Corvette-motor blev nästa projekt en formel 1-bil.

## Utveckling
Scarab F1 byggdes runt en fackverksram med individuell hjulupphängning runt om. Reventlow fick rucka på sin policy om en helamerikansk bil och montera effektiva skivbromsar från brittiska Girling. Leo Goosen, som arbetat med Fred Offenhauser, konstruerade en fyrcylindrig motor. Den var mycket lik Offy-motorn men fick tvångsstyrda ventiler för att klara av höga varvtal. Motorn monterades lutande framtill i bilen och kardanaxeln löpte vid sidan av sittbrunnen. På så sätt kunde karossen byggas låg för minskat luftmotstånd. Tillsammans med Aston Martin DBR4 var Scarab den sista konventionella F1-bilen med frontmotor.
Hela säsongen 1959 gick åt för att bygga och testa ut bilen och den stod klar först till Monacos Grand Prix 1960. 1961 infördes 1,5-litersformeln och bilen fick inte längre tävla i formel 1.

## Tekniska data
| Tekniska data           | Scarab F1                                          |
| ----------------------- | -------------------------------------------------- |
| Motor:                  | Frontmonterad 4-cylindrig radmotor                 |
| Cylindervolym:          | 2441 cm³                                           |
| Borrning x slaglängd:   | 95,3 x 85,7 mm                                     |
| Max effekt vid varvtal: | 220 hk vid 7 500 v/min                             |
| Ventilstyrning:         | 2 överliggande kamaxlar, 2 ventiler per cylinder   |
| Bränslesystem:          | Bränsleinsprutning                                 |
| Växellåda:              | 5-växlad manuell                                   |
| Hjulupphängning:        | Dubbla tvärlänkar, skruvfjädrar, krängningshämmare |
| Bromsar:                | Skivbromsar                                        |
| Chassi & kaross:        | Fackverksram med aluminiumkaross                   |
| Hjulbas:                | 229 cm                                             |
| Torrvikt:               | 550 kg                                             |

## Tävlingsresultat

### Formel 1-VM 1960
Lance Reventlow och Chuck Daigh debuterade i Monaco 1960 men lyckades inte kvala in till loppet. Scarab-bilarna var nästan 10 sekunder långsammare än övriga fältet. Vid nästa lopp i Holland drog sig Scarab ur, tillsammans med flera mindre stall, efter ett bråk om anmälningsavgiften. Reventlow och Daigh lyckades kvala in i Belgiens Grand Prix men bägge tvingades bryta loppet med motorproblem. Till Frankrikes Grand Prix hade Reventlow anlitat Richie Ginther som ersättare, men återigen tvingades bägge bilarna bryta. Säsongens sista tävling var USA:s Grand Prix. Chuck Daigh lyckades slutligen ta bilen i mål på en tiondeplats, vilket även var bästa placering för en frontmotorbil.

### Efter 1960
Sedan FIA infört nya regler till 1961 kördes en egen serie kallad Intercontinental Formula i Storbritannien för formelbilar med motorer upp till tre liter. Chuck Daigh körde två tävlingar, men på Silverstone kraschade han och skadades allvarligt. Det blev den sista insatsen för Scarab-stallet.